# Unión Soviética en los Juegos Olímpicos de Tokio 1964
La Unión Soviética estuvo representada en los Juegos Olímpicos de Tokio 1964 por un total de 317 deportistas que compitieron en 19 deportes.  
El portador de la bandera en la ceremonia de apertura fue el halterófilo Yuri Vlasov.

## Medallistas
El equipo olímpico soviético obtuvo las siguientes medallas:
| Nombre                                                                                                | Deporte            | Competición                      |
| --- | ------------------ | -------------------------------- |
| Oro                                                                                                   |                    |                                  |
| Valeri Brumel                                                                                         | Atletismo          | Salto de altura M                |
| Romuald Klim                                                                                          | Atletismo          | Martillo M                       |
| Tamara Press                                                                                          | Atletismo          | Peso F                           |
| Tamara Press                                                                                          | Atletismo          | Disco F                          |
| Irina Press                                                                                           | Atletismo          | Pentatlón F                      |
| Stanislav Stepashkin                                                                                  | Boxeo              | Pluma (57 kg) M                  |
| Boris Lagutin                                                                                         | Boxeo              | Superwélter (71 kg) M            |
| Valeri Popenchenko                                                                                    | Boxeo              | Medio (75 kg) M                  |
| Grigori Kriss                                                                                         | Esgrima            | Espada ind. M                    |
| Viktor Zhdanovich Yuri Sharov Yuri Sisikin Guerman Sveshnikov Mark Midler                             | Esgrima            | Florete por eqs. M               |
| Boris Melnikov Nugzar Asatiani Mark Rakita Yakov Rylski Umiar Mavlijanov                              | Esgrima            | Sable por eqs. M                 |
| Boris Shajlin                                                                                         | Gimnasia artística | Barra fija M                     |
| Larisa Latynina                                                                                       | Gimnasia artística | Suelo F                          |
| Polina Astajova                                                                                       | Gimnasia artística | Asimétricas F                    |
| Larisa Latynina Polina Astajova Tamara Manina Yelena Volchetskaya Tamara Zamotailova Liudmila Gromova | Gimnasia artística | Concurso completo por eqs. F     |
| Alexei Vajonin                                                                                        | Halterofilia       | 56 kg M                          |
| Rudolf Pliukfelder                                                                                    | Halterofilia       | 82,5 kg M                        |
| Vladimir Golovanov                                                                                    | Halterofilia       | 90 kg M                          |
| Leonid Zhabotinski                                                                                    | Halterofilia       | +90 kg M                         |
| Anatoli Kolesov                                                                                       | Lucha grecorromona | 78 kg M                          |
| Alexandr Medved                                                                                       | Lucha libre        | 97 kg M                          |
| Alexandr Ivanitski                                                                                    | Lucha libre        | +97 kg M                         |
| Galina Prozumenshchikova                                                                              | Natación           | 200 m braza F                    |
| Albert Mokeyev Igor Novikov Viktor Mineyev                                                            | Pentatlón moderno  | Equipos M                        |
| Nikolai Chuzhikov Anatoli Grishin Viacheslav Ionov Vladimir Morozov                                   | Piragüismo         | K4 1000 m M                      |
| Andrei Jimich Stepan Oshchepkov                                                                       | Piragüismo         | C2 1000 m M                      |
| Liudmila Jvedosiuk                                                                                    | Piragüismo         | K1 5000 m F                      |
| Viacheslav Ivanov                                                                                     | Remo               | Scull ind. (M1x) M               |
| Boris Dubrovski Oleg Tiurin                                                                           | Remo               | Doble scull (M2x) M              |
| Equipo                                                                                                | Voleibol           | Torneo M                         |
| Plata                                                                                                 |                    |                                  |
| Oleg Fiodoseyev                                                                                       | Atletismo          | Triple salto M                   |
| Rein Aun                                                                                              | Atletismo          | Decatlón M                       |
| Equipo                                                                                                | Baloncesto         | Torneo M                         |
| Velikton Barannikov                                                                                   | Boxeo              | Ligero (60 kg) M                 |
| Yevgueni Frolov                                                                                       | Boxeo              | Superligero (63,5 kg) M          |
| Richardas Tamulis                                                                                     | Boxeo              | Wélter (67 kg) M                 |
| Alexei Kiseliov                                                                                       | Boxeo              | Semipesado (81 kg) M             |
| Imants Bodnieks Viktor Logunov                                                                        | Ciclismo en pista  | Tándem M                         |
| Liudmila Shishova Valentina Prudskova Valentina Rastvorova Tatiana Petrenko-Samusenko Galina Gorojova | Esgrima            | Florete por eqs. F               |
| Boris Shajlin                                                                                         | Gimnasia artística | Concurso completo ind. M         |
| Viktor Lisitski                                                                                       | Gimnasia artística | Concurso completo ind. M         |
| Viktor Lisitski                                                                                       | Gimnasia artística | Suelo M                          |
| Viktor Lisitski                                                                                       | Gimnasia artística | Salto de potro M                 |
| Yuri Titov                                                                                            | Gimnasia artística | Barra fija M                     |
| Boris Shajlin Yuri Titov Viktor Lisitski Yuri Tsapenko Serguei Diomidov Viktor Leontiev               | Gimnasia artística | Concurso completo ind. M         |
| Larisa Latynina                                                                                       | Gimnasia artística | Concurso completo ind. F         |
| Larisa Latynina                                                                                       | Gimnasia artística | Salto de potro F                 |
| Polina Astajova                                                                                       | Gimnasia artística | Suelo F                          |
| Tamara Manina                                                                                         | Gimnasia artística | Barra de equilibrio F            |
| Vladimir Kaplunov                                                                                     | Halterofilia       | 67,5 kg M                        |
| Viktor Kurentsov                                                                                      | Halterofilia       | 75 kg M                          |
| Yuri Vlasov                                                                                           | Halterofilia       | +90 kg M                         |
| Vladlen Trostianski                                                                                   | Lucha grecorromona | 57 kg M                          |
| Roman Rurua                                                                                           | Lucha grecorromona | 63 kg M                          |
| Anatoli Roshchin                                                                                      | Lucha grecorromona | +97 kg M                         |
| Guram Sagaradze                                                                                       | Lucha libre        | 78 kg M                          |
| Gueorgui Prokopenko                                                                                   | Natación           | 200 m braza M                    |
| Igor Novikov                                                                                          | Pentatlón moderno  | Individual M                     |
| Shota Kveliashvili                                                                                    | Tiro               | Rifle en tres posiciones 300 m M |
| Pavel Senichev                                                                                        | Tiro               | Foso M                           |
| Equipo                                                                                                | Voleibol           | Torneo F                         |
| Bronce                                                                                                |                    |                                  |
| Anatoli Mijailov                                                                                      | Atletismo          | 110 m vallas M                   |
| Ivan Beliayev                                                                                         | Atletismo          | 3000 m obstáculos M              |
| Vladimir Golubnichi                                                                                   | Atletismo          | 20 km marcha M                   |
| Igor Ter-Ovanesyan                                                                                    | Atletismo          | Salto de longitud M              |
| Viktor Kravchenko                                                                                     | Atletismo          | Triple salto M                   |
| Jānis Lūsis                                                                                           | Atletismo          | Jabalina M                       |
| Tatiana Shchelkanova                                                                                  | Atletismo          | Salto de longitud F              |
| Taisiya Chenchik                                                                                      | Atletismo          | Salto de altura F                |
| Galina Zybina                                                                                         | Atletismo          | Peso F                           |
| Yelena Gorchakova                                                                                     | Atletismo          | Jabalina F                       |
| Galina Bystrova                                                                                       | Atletismo          | Pentatlón F                      |
| Stanislav Sorokin                                                                                     | Boxeo              | Mosca (51 kg) M                  |
| Vadim Yemelianov                                                                                      | Boxeo              | Pesado (+81 kg) M                |
| Guram Kostava                                                                                         | Esgrima            | Espada ind. M                    |
| Umiar Mavlijanov                                                                                      | Esgrima            | Sable ind. M                     |
| Yuri Tsapenko                                                                                         | Gimnasia artística | Caballo con arcos M              |
| Boris Shajlin                                                                                         | Gimnasia artística | Anillas M                        |
| Polina Astajova                                                                                       | Gimnasia artística | Concurso completo ind. F         |
| Larisa Latynina                                                                                       | Gimnasia artística | Asimétricas F                    |
| Larisa Latynina                                                                                       | Gimnasia artística | Barra de equilibrio F            |
| Serguei Filatov (Absent)                                                                              | Hípica             | Doma ind.                        |
| Serguei Filatov (Absent) Ivan Kizimov (Ijor) Ivan Kalita (Moar)                                       | Hípica             | Doma por eqs.                    |
| Ārons Bogoļubovs                                                                                      | Judo               | –68 kg M                         |
| Oleg Stepanov                                                                                         | Judo               | –68 kg M                         |
| Parnaoz Chikviladze                                                                                   | Judo               | +80 kg M                         |
| Anzor Kiknadze                                                                                        | Judo               | +80 kg M                         |
| David Gvantseladze                                                                                    | Lucha grecorromona | 70 kg M                          |
| Aidyn Ibraguimov                                                                                      | Lucha libre        | 57 kg M                          |
| Nodar Jojashvili                                                                                      | Lucha libre        | 63 kg M                          |
| Svetlana Babanina                                                                                     | Natación           | 200 m braza F                    |
| Tatiana Savelieva Svetlana Babanina Tatiana Deviatova Natalia Ustinova                                | Natación           | 4 × 100 m estilos F              |
| Albert Mokeyev                                                                                        | Pentatlón moderno  | Individual M                     |
| Yevgueni Peniayev                                                                                     | Piragüismo         | C1 1000 m M                      |
| Galina Alexeyeva                                                                                      | Saltos             | Plataforma 10 m F                |
| Equipo                                                                                                | Waterpolo          | Torneo M                         |